# The Legend of Good Women
The Legend of Good Women is een lang 14e-eeuws Middelengels gedicht van Geoffrey Chaucer in de vorm van een droomvisioen.

## Datering
Chaucer schreef het onvoltooide The Legend of Good Women omstreeks 1387, niet lang na Troilus and Criseyde en vóór of gedurende het schrijven van The Canterbury Tales. Het is het derde langste van zijn werken, na The Canterbury Tales en Troilus and Criseyde en het is mogelijk ook het eerste belangrijke werk in het Engels waarin gebruik wordt gemaakt van de jambische pentameter (of het 'decasyllabische couplet'). Chaucer zou deze versvorm later ook toepassen in The Canterbury Tales.

## Thema
Het thema van een onmogelijke liefde lijkt geïnspireerd te zijn op Ovidius' liefdeskoppel Pyramus en Thisbe uit zijn Metamorphosen. Ook Boccaccio (Amorosa Visione) en Shakespeare (A Midsummer Night's Dream en Romeo and Juliet) baseerden zich voor hun verhalen op dit thema.

## Tekst
De proloog beschrijft hoe Chaucer wordt berispt door de god van de liefde en zijn koningin Alceste voor zijn werken - zoals Troilus and Criseyde - waarin hij een ongunstig beeld schetst van de vrouw. Zo toont zijn Criseyde zich onstandvastig in de liefde, wat Alceste ertoe brengt van Chaucer een gedicht te eisen waarin hij de lof van de vrouwen zingt en hen roemt om hun deugd en goede daden.
"For thy trespas, and understond hit here:
Thou shalt, whyl that thou livest, yeer by yere,
The moste party of thy tyme spende
In making of a glorious Legende
Of Gode Wommen, maidenes and wyves,
That weren trewe in lovinge al hir lyves;
And telle of false men that hem bitrayen,
That al hir lyf ne doon nat but assayen"
(Parafrasering) - "Voor je overtreding geef ik je deze straf: Zolang je leeft, van jaar tot jaar zal je het grootste deel van je tijd doorbrengen met het schrijven van een glorieuze legende van goede vrouwen en meisjes die altijd trouw waren in de liefde, en je zal vertellen over de valse mannen die hen verraadden, mannen die hun hele leven niets anders doen dan vrouwen tot schande brengen..."
De dichter vertelt, verdeeld over negen hoofdstukken, tien verhalen over deugdzame vrouwen: Cleopatra, Thisbe, Dido, Hypsipyle, Medea, Lucrece, Ariadne, Philomela, Phyllis en Hypermnestra. Het werk heeft een structuur die te vergelijken is met het latere The Monk's Tale en is net als dit verhaal onafgewerkt gebleven. Zo worden in de proloog verscheidene vrouwen genoemd - Esther, Penelope, Marcia Catonis (vrouw van Cato de Jongere), Lavinia, Polyxena en Laodamia - waarvan de verhalen niet worden verteld. Alceste vermeldt ook negentien hofdames in de proloog, wat eveneens wijst op een onvervulde structuur.
Volgens wat John Lydgate in zijn The Fall of Princes zegt, is het bevel dat Alceste aan Chaucer geeft in het gedicht een poëtisch verslag van een feitelijke opdracht die de dichter kreeg. In 1382 kwam Anna van Bohemen naar Engeland om met Richard II te trouwen en Chaucer zou een koninklijke opdracht gekregen hebben voor het maken van een gelegenheidsgedicht. Als dit waar is, zou hij meteen de eerste poet laureate van Engeland geweest zijn. Er wordt ook op gespeculeerd dat Chaucer, die het een vervelende opdracht vond, geen zin meer zou gehad hebben om het gedicht af te maken. Ook wordt gezegd dat Johanna van Kent, de moeder van Richard, model zou gestaan hebben voor het personage Alceste.

## Receptie
De laatste jaren kreeg het werk meer belangstelling dan voordien, bijvoorbeeld in R.W. Franks Chaucer and The Legend of Good Women uit 1972. Het kreeg vooral kritiek omwille van de sterk variërende toon, van komisch en belachelijk naar ernstig en tragisch. In vergelijking met The Canterbury Tales zijn de personages vrij vlak getekend en gelijkaardig. In een van de verhalen uit The Canterbury Tales roemt The Man of Law trouwens dit gedicht, dat hij daar Seintes Legende of Cupide noemt.
De 19e-eeuwse dichter Alfred Tennyson gebruikte het thema van The Legend of Good Women voor zijn eigen gedicht A Dream of Fair Women.